# Aaron Davidson
Aaron Davidson (Bell County, Texas, 21 d'abril de 1971) és un empresari estatunidenc, advocat, expresident de la junta directiva de la North American Soccer League (NASL) i expresident de Traffic Sports USA.
El 27 de maig de 2015, va ser acusat i detingut per diversos delictes de corrupció en el marc de les investigacions del Departament de Justícia dels Estats Units en el cas conegut com a Cas Fifagate. Inicialment, Davidson es va declarar no culpable i va sortir en llibertat sota fiança de 5 milions de dòlars. L'octubre de 2016 va admetre la seva culpabilitat i el novembre de 2017 estava previst que comencés el judici.

## Trajectòria
A Aaron Davidson, que es va criar a Dallas, li agrada presentar-se com a Tex-Mex-Costa Rican Jew, orgullós de la seva ascendència jueva, mexicana i costa-riquenya. El seu pare, Jaime Abraham Davidson és costa-riqueny i la seva mare, Ana Rosentein és mexicana. Tots dos són descendents de jueus de l'est d'Europa.
El 2005, Aaron Davidson es va casar a Dallas amb Michelle Dryjansky Guss i tenen dues filles. La seva esposa és nascuda a Mèxic, també d'origen jueu i advocada a Miami, Florida.
Aaron Davidson va ser educat a la Universitat Emory i a l'Escola de Dret Dedman de la Universitat Metodista del Sud. És llicenciat en dret per Texas i Nova York.
Aaron Davidson, després d'uns inicis com a traductor gràcies al seu domini d'idiomes com l'espanyol o l'hebreu, sempre ha estat vinculat al món del futbol com a advocat expert en els aspectes legals de la gestió esportiva.
L'any 2003, es va incorporar a Traffic Sports USA, la filial nord-americana de Traffic Group, una de les principals empreses de màrqueting esportiu del continent americà propietat de l'empresari brasiler, José Hawilla. Aaron Davidson va liderar totes les iniciatives per potenciar la difusió del futbol als Estats Units. Primer com a advocat i comercial de la companyia Traffic i, des de 2008, com a president de la companyia.
Des de la seu de Traffic a Miami, Davidson va contribuir al rellançament i consolidació de la NASL, de la qual també en va ser el president a la vegada que Traffic també n'era el màxim accionista.
Davidson, com a president de Traffic Sports USA, va participar activament en les negociacions per l'adjudicació dels drets comercials de diverses competicions futbolístiques organitzades per la Confederació del Nord, Centreamèrica i el Carib de Futbol Associació (CONCACAF) i per la Unió Caribenya de Futbol (CFU).

## Fifagate
El 27 de maig de 2015, Aaron Davidson va ser acusat de diversos delictes de corrupció i detingut a Miami en el marc de les investigacions liderades pel Departament de Justícia dels Estats Units en el denominat cas de corrupció a la FIFA, també conegut com a Fifagate.
La recerca de l'FBI va determinar que els delictes es remuntaven a l'any 1991 i que el total defraudat superava els 150 milions de dòlars. Inicialment, Davidson es va declarar innocent i va sortir en llibertat sota fiança de 5 milions de dòlars. Posteriorment, l'octubre de 2016, Davidson va admetre la seva culpabilitat i va confessar haver pagat suborns superiors als 14 milions de dòlars per l'adjudicació dels drets comercials de les eliminatòries dels mundials, de la lliga de campions i altres partits organitzats per la CONCACAF i la CFU.
En aquesta primera gran operació de l'FBI contra la corrupció al món del futbol, en el cas conegut com a Fifagate, hi van estar involucrades dues empreses i 18 persones. Quatre d'aquestes persones eren informadors que havien admès prèviament la seva culpabilitat. Davidson va ser detingut a Miami i les empreses acusades eren Traffic Sports iInternational i la seva filial a Miami, Traffic Sports USA, l'empresa que presidia Aaron Davidson.
A Davidson el van cessar de la presidència de la NASL i, el 19 de setembre de 2018, va ser inhabilitat a perpetuïtat pel Comitè d'Ètica de la FIFA.
A finals de 2018, i després de diversos ajornaments, Aaron Davidson seguia en llibertat condicional. La sentència definitiva, que estava programa per al 6 d'abril de 2020, va ser reprogramada al 14 d'octubre de 2020.